# Rhys Carpenter
Rhys Carpenter (Cotuit, 5 août 1889-Devon, 2 janvier 1980) est un archéologue américain et professeur au Collège Bryn Mawr.
Il analyse l'art grec du point de vue de la production et du comportement artistiques. Il plaide pour la datation de l'alphabet grec au VIIIe siècle av. J.-C.

## Biographie

### Jeunesse et formation
Rhys Carpenter est né à Cotuit, dans l'état américain du Massachusetts en 1889. Son père, William Henry Carpenter, travaille à l'université Columbia, et sa mère est Anna Morgan Douglass.
Il obtient son B.A. en lettres classiques de l'université Columbia en 1909. Il remporte une bourse Rhodes à l'université d'Oxford, ce qui lui permet de devenir étudiant au Balliol College. Là, il publie son premier poème en 1910 intitulé North American Review et obtient un deuxième B.A. en 1911, puis un Master of Arts en 1914. Il consacre les années suivantes à écrire d'autres poèmes avec The Tragedy of Etarre en 1912, The Sun Thief and Other Poems en 1914 et The Plainsman and Other Poems en 1920.
Il développe son intérêt pour l'archéologie lors de son passage en 1912-1913 à l'École américaine d'études classiques à Athènes. La présidente du Collège Bryn Mawr, Martha Carey Thomas invite alors Rhys Carpenter en 1913 à créer un département d'archéologie classique au collège, ce qu'il a fait tout en terminant ses propres études supérieures à l'université Columbia. Il y termine son doctorat en 1916 avec une dissertation sur The Ethics of Euripides,.

### Vie professionnelle
Entre 1917 et 1919, il quitte le Collège Bryn Mawr, période pendant laquelle les États-Unis participent à la Première Guerre mondiale. Lors de cette période, il intègre la commission américaine qui négocie les traités de paix en tant qu'expert des problèmes entre l'Albanie et la Grèce. Il complète son emploi du temps avec un séjour au Guatemala afin d'en visiter les sites archéologiques qu'il compile en 1920 dans un livre The Land beyond Mexico. Entretemps en 1918, il est devenu professeur titulaire du Collège Bryn Mawr et il épouse Eleanor Houston Hill la même année.
En 1921, sa première publication The Esthetic Basis of the Greek Art of the Fifth and Fourth Centuries B.C. se base sur l'architecture et les sépultures grecques antiques. Après un séjour en Espagne, il écrit The Greeks in Spain en 1925.
En 1926, Rhys Carpenter devient professeur à l'American Academy in Rome, puis devient directeur de l'École américaine d'études classiques à Athènes entre 1927 et 1932. Sa direction est marquée par de nombreux aménagements dont la construction d'un dortoir pour les étudiants la création du journal de l'école Hesperia en 1932, et par les débuts des fouilles américaines sur l'agora d'Athènes.
En 1928, il explore le site de Corinthe qu'il fouille en 1929-1930. En 1936, il sonde les défenses de l'Acrocorinthe. Il est aussi connu pour avoir retrouvé dans une statue délaissée du musée de l'Acropole une figure manquante du fronton ouest du Parthénon.
Il retourne à l'enseignement au Collège Bryn Mawr en 1932 où dans le même temps il poursuit ses recherches principalement sur les origines alphabétiques des écrits présents sur le Parthénon et pour l'utilisation du grec ancien à partir du VIIIe siècle av. J.-C.. Il participe également aux Martin Classical Lectures au Oberlin College, qui paraissent sous le titre de The Humanistic Value of Archaeology en 1933.
En 1939-1940, il devient le professeur responsable de l'American Academy in Rome dont les résultats sont publiés dans l'ouvrage Observations on Familiar Statuary in Rome en 1941.
Il prononce aussi les Sather lectures en 1946 sur « Folk tale, fiction, and saga in the Homeric epics ».

### Retraite et décès
Rhys Carpenter prend sa retraite en 1955, période qu'il va consacrer à la publication de six ouvrages et d'une dizaine d'articles. Après son départ à la retraite, il occupe des postes de professeur invité à l'université de Pennsylvanie en 1960, puis il est le professeur Andrew Mellon à l'université de Pittsburgh entre 1961 et 1962, et enfin chercheur invité à l'université de Washington pendant la période 1963-1964. Il reçoit la médaille d'or (en) de l'Institut archéologique américain en 1969. Il publie son dernier ouvrage The Architects of the Parthenon en 1970.
Avant sa mort, il est expulsé de son domaine « Jerry Run » par le gouvernement pour permettre la construction du Marsh Creek State Park (en).
Il meurt à Devon, en Pennsylvanie en 1980,.

## Travaux
- (en) The Sun-Thief, and Other Poems, Londres, H. Milford, 1914.
- (en) The Esthetic Basis of the Greek Art of the Fifth and Fourth Centuries B.C., Bryn Mawr college, 1921, 263 p..
- (en) The Greeks in Spain, New York, Longmans, Green and Co., 1925, 280 p..
- (en) The Sculpture of the Nike Temple Parapet  (ill. Bernard Ashmole, photogr. Bernard Ashmole), Harvard University Press, 1929, 83 p. (ISBN 9780876619438).
- (en) « New material for the West Pediment of the Parthenon », Hysperia, vol. 1,‎ 1932, p. 1-30 (DOI 10.2307/146473).
- (en) The Humanistic value of Archaelogy, 1933.
- (en) Ancient Corinth. A Guide to the Excavations, Athènes, Hestis Press, 1936, 121 p..
- (en) avec Arthur W. Parsons, The Defenses of Acrocorinth and the Lower Town, Cambridge, Mas, 1936, 315 p..
- (en) Historical Aspects of the Fine Arts : Addresses by Rhys Carpenter, Université du Wisconsin - Madison, 1938, 85 p..
- (en) avec Richard Bernheimer, K. Koffka et Milton C. Nahm, Art : a Bryn Mawr Symposium, Bryn Mawr, Bryn Mawr College, 1940, 350 p..
- (en) Observations on Familiar Statuary in Rome, American Academy in Rome, 1941, 110 p..
- (en) Folk Tale : Fiction and Saga in the Homeric Epics, Berkeley, University of California Press, 1946, 198 p..
- (en) The aesthtic Basis of Greek Art of the Fifth and Fourth Century B.C., Indiana University Press, 1959, 177 p..
- (en) Greek Sculpture : a Critical Review, Chicago, University of Chicago Press, 1960, 275 p. (ISBN 9780608092812).
- (en) Greek Art. A Study of the Formal Evolution of the Style, University of Pennsylvania Press, 1962, 253 p..
- (en) avec James S. Ackerman, Art and Archaeology, New York, Prentice Hall, 1963, 241 p..
- (en) Discontinuity in Greek Civilization, Cambridge, Cambridge University Press, 1966, 80 p..
- (en) avec Roger Manvell et Edward Carrick, The architects of the Parthenon, Penguin, 1970, 193 p. (ISBN 9780140211191).

## Annexe